# 巩峥
巩峥（1983年12月12日—），男，江西南昌人，中国影视演员、主持人。代表作有电视剧《产科医生》、《芈月传》等。